# Laguarta
Laguarta (en aragonais : A Guarta) est un village de la province de Huesca, situé à environ 8 kilomètres au sud-est de la ville de Sabiñánigo, à 1 184 mètres d'altitude. C'est la ville principale de la région appelée Guarguera (vallée du Guarga).